# Педагогічна освіта
Педагогічна освіта —  система підготовки педагогічних кадрів.

## Суть питання
Педагогічна освіта це:
1) підготовка фахівців  для загальноосвітніх шкіл, дошкільних дитячих закладів, навчально- виховних установ у педагогічних закладах вищої освіти, класичних університетах тощо; 
2) підготовка  педагогічних та науково- педагогічних працівників для закладів освіти усіх типів: загальної освіти, професійної освіти;
3) сукупність знань та навичок, здобутих в результаті цієї підготовки.
Згідно з новим Законом України «Про вищу освіту», що набрав чинності 28 вересня 2017 року, вища освіта визначається як  сукупність систематизованих знань, умінь і практичних навичок, способів мислення, професійних, світоглядних і громадянських якостей, морально-етичних цінностей, інших компетентностей, здобутих у закладі вищої освіти (науковій установі) у відповідній галузі знань за певною кваліфікацією на рівнях вищої освіти, що за складністю є вищими, ніж рівень повної загальної середньої освіти.
Майбутній освітянин, крім знань з певного предмету викладання, має бути підготовленим до днієї з традиційних форм роботи  у загальноосвітньому закладі - взаємодії з батьками учнів (розділ методики роботи з батьками, батьківський всеобуч.). Різноманітні форми роботи з батьками повинні бути взаємопов'язані і представляти єдину струнку систему (лекції, практикуми, семінари, бесіди, консультації та ін) ознайомлення батьків з основами теоретичних знань, з новаторськими ідеями в галузі педагогіки і психології, більшою мірою з практикою роботи з дітьми. 

## Заклади педагогічної освіти в Україні.
Станом на жовтень 2011 року в Україні підготовка педагогічних працівників здійснюється у
- 24 класичних, 25 педагогічних, гуманітарних і гуманітарно-педагогічних університетах,
- 2 академіях
- 4 інститутах,
- 47 педагогічних коледжах та училищах
- 9 індустріально-педагогічних технікумах.

Починаючи з 2007 року, випускникам вищих навчальних закладів, які здобули освіту за напрямами і спеціальностями педагогічного профілю та уклали угоду на строк, не менший, як три роки, про роботу в загальноосвітніх та професійно-технічних навчальних закладах, надається одноразова адресна грошова допомога в п'ятикратному розмірі мінімальної заробітної плати.

## Проблемні питання
Станом на 2011 рік найактуальнішими є питання:
- вдосконалення системи відбору молоді на педагогічні спеціальності, розширення цільового прийому та запровадження підготовки вчителя на основі договорів;
- оптимізація мережі вищих навчальних закладів та закладів післядипломної педагогічної освіти з метою створення умов для безперервної освіти педагогічних працівників;
- розробка системи заходів задля підвищення престижності педагогічної праці, визначення її пріоритету у державній політиці розвитку суспільства[1].